# Mary’s Boy Child
Mary’s Boy Child ist ein von Jester Joseph Hairston im Jahr 1956 komponiertes, vielfach gecovertes Weihnachtslied, das als einziges in zwei Versionen zum Millionenseller wurde. Die erste erfolgreiche Fassung stammt von Harry Belafonte (1956), die zweite von Boney M. (1978).

## Entstehungsgeschichte
Jester Joseph Hairston (* 1901, † 2000) war ein vielseitiger afro-amerikanischer Künstler, der als Komponist, Chorleiter, Arrangeur und Filmschauspieler tätig war. Hairston studierte Musik auf der Juilliard School. Ab 1936 war er bei Kinofilmen engagiert, formte den ersten eigenen Chor 1943, ab August 1949 fungierte er als Chorleiter, seit 1951 übernahm er Rollen im Fernsehen.
Hairston schrieb mehr als 300 Spirituals, darunter auch Mary’s Boy Child.

## Original

Mahalia Jackson – Mary’s Little Boy Child

Mary’s Boy Child war nicht Hairstons erste Komposition. Der Ursprungstext war teilweise in einem schwarzen Dialekt verfasst, er überzeugte durch Einfachheit in der Erzählung der Geburt Jesu Christi, auch wie dieser in die Krippe gelangte. Die Fachliteratur geht überwiegend davon aus, dass das Original des Songs Harry Belafonte zuzuschreiben ist. Die erste Studioaufnahme des Weihnachtsliedes stammte jedoch von Mahalia Jackson, deren Single unter dem Titel Mary’s Little Boy Child im Oktober 1954 entstand. Die Gospelaufnahme wurde allerdings erst als Columbia #40777 im Dezember 1956 auf den Markt gebracht. Mahalia Jackson befand sich zu jener Zeit zwar auf dem Höhepunkt ihrer Popularität, trotzdem verfehlte diese Version des Weihnachtsliedes die Hitparaden. Für ihre LP Mahalia Sings Songs of Christmas hat sie den Titel nochmals am 14. Juni 1956 aufgenommen, also immer noch früher als die bekannte erste Coverversion.

## Erster Hit

Harry Belafonte – Mary's Boy Child

Die erste Coverversion stammte vom „Calypso-König“ Harry Belafonte. Der religiöse Inhalt wurde mit einem Calypso-Rhythmus unterlegt und von Henri René und Dennis Farnon produziert. Es war vorgesehen, das Lied für die Belafonte-LP An Evening With Belafonte aufzunehmen. Für die gesamte LP war das Radio Recorders-Tonstudio in Hollywood zwischen dem 20. und 26. Juli 1956 gebucht. Harry Belafonte nahm Mary’s Boy Child direkt am 20. Juli 1956, dem ersten Aufnahmetag, als ersten Song auf. Seine orchestrale Begleitung wird von William Lorin geleitet, sämtliche Aufnahmen blieben jedoch bis zum Erscheinungsmonat Dezember 1956 im Archiv. Die Single-Auskopplung erreichte in den USA im Dezember 1956 lediglich Rang 12 der Pop-Charts.
Innerhalb von nur acht Wochen nach Erscheinungsdatum Oktober 1957 wurde in Großbritannien beim Verkauf der Single bereits die Millionengrenze überschritten, insgesamt wurden hier mit der Single 1,175 Millionen Exemplare umgesetzt. Sie erreichte am 22. November 1957 den ersten Rang und blieb dort für sieben Wochen; Belafonte war der erste männliche Schwarze mit einer Nummer eins in Großbritannien. Nachfolgend gelangten dort noch zwei weitere saisonale Wiederveröffentlichungen Belafontes in die Charts, nämlich 1958 (#10) und 1959 (#30). Gleichzeitig war der Titel die erste Single, die ausschließlich in Großbritannien über eine Million Exemplare verkaufte.

## Weitere Coverversionen
Nach Belafontes Fassung tauchte eine Reihe von weiteren Versionen des Songs in der Weihnachtszeit auf, jedoch konnte keine die Charts erreichen. Bei ASCAP sind 56 Coverversionen gelistet, Hairston hat 87 meist gospelorientierte Kompositionen urheberrechtlich bei ASCAP registrieren lassen. Lys Assia sang als erste im Dezember 1958 die deutsche Fassung …denn es ist Weihnachtszeit mit einem Text von Heinz Korn, Margot Eskens folgte mit Aufnahmedatum 23. Juni 1963; beide verfehlten hiermit die deutsche Hitparade. Das dänische Paar Nina & Frederick brachte den Titel 1958 als Teil einer EP mit 4 Weihnachtsliedern heraus, im Dezember 1959 wurde der Song für eine Single in Großbritannien hieraus ausgekoppelt, die bis auf Rang 26 der Charts vordringen konnte. Im Jahr 1995 erreichte eine Coverversion von Free the Spirit Position 87 der britischen Charts.

## Boney M.

Boney M. - Mary’s Boy Child

Boney M. hatten gerade am 28. August 1978 den Hit Rasputin abgeliefert, als ihre Version von Mary’s Boy Child / Oh My Lord am 27. November 1978 auf den Markt kam. Von der Gruppe singt lediglich Liz Mitchell, aufgenommen in den Union-Studios in München. Nach Veröffentlichung gingen über 220.000 Exemplare an einem Tag in Großbritannien über die Ladentheke, nach drei Wochen waren dort eine Million Exemplare ausgeliefert worden, insgesamt wurden 1,9 Millionen Singles verkauft. In Deutschland stieg der Umsatz auf eine Million nach drei Wochen. Dabei bemühten sich 17 Presswerke in vier Ländern, der Nachfrage Herr zu werden. Mit über drei Millionen Exemplaren weltweit war Mary’s Boy Child der zweitgrößte Erfolg der Gruppe nach Rivers of Babylon/Brown Girl in the Ring vom Sommer desselben Jahres. Damit war 1978 das erfolgreichste Jahr in der Geschichte von Boney M. Im Vereinigten Königreich erreichte die Single am 9. Dezember 1978 den ersten Rang und verharrte dort als Weihnachts-Nummer-eins-Hit für vier Wochen, in Deutschland am 8. Januar 1979 für eine Woche auf der Spitzenposition. In Deutschland war Mary’s Boy Child – Oh My Lord das erste Weihnachtslied, das die Spitzenposition der offiziellen Singlecharts erreichte. Wegen der Medley-Ergänzung Oh My Lord werden zusätzlich noch Fred Jay und Produzent Frank Farian als Mitautoren erwähnt.

## Chartplatzierungen

### Version von Harry Belafonte
| Periode   | Höchstplatzierung, GesamtwochenChartplatzierungen (Periode, Platzierungen, Wochen) | Höchstplatzierung, GesamtwochenChartplatzierungen (Periode, Platzierungen, Wochen) |
| Periode   | UK                                                                                 | US                                                                                 |
| --------- | ---------------------------------------------------------------------------------- | ---------------------------------------------------------------------------------- |
| 1956/57   | —                                                                                  | US15 (5 Wo.)US                                                                     |
| 1957/58   | UK1 (12 Wo.)UK                                                                     | —                                                                                  |
| 1958/59   | UK10 (6 Wo.)UK                                                                     | —                                                                                  |
| 1959/60   | UK30 (1 Wo.)UK                                                                     | —                                                                                  |
| Insgesamt | UK1 (19 Wo.)UK                                                                     | US15 (5 Wo.)US                                                                     |

### Version von Nina and Frederick
| Periode   | Höchstplatzierung, GesamtwochenChartsChartplatzierungen (Periode, Platzierungen, Wochen) |
| Periode   | UK                                                                                       |
| --------- | ---------------------------------------------------------------------------------------- |
| 1959/60   | UK26 (1 Wo.)UK                                                                           |
| Insgesamt | UK26 (1 Wo.)UK                                                                           |

### Version von Boney M.
| Periode   | Höchstplatzierung, Gesamtwochen/‑monateChartplatzierungen (Periode, Platzierungen, Wochen/Monate) | Höchstplatzierung, Gesamtwochen/‑monateChartplatzierungen (Periode, Platzierungen, Wochen/Monate) | Höchstplatzierung, Gesamtwochen/‑monateChartplatzierungen (Periode, Platzierungen, Wochen/Monate) | Höchstplatzierung, Gesamtwochen/‑monateChartplatzierungen (Periode, Platzierungen, Wochen/Monate) | Höchstplatzierung, Gesamtwochen/‑monateChartplatzierungen (Periode, Platzierungen, Wochen/Monate) |
| Periode   | DE                                                                                                | AT                                                                                                | CH                                                                                                | UK                                                                                                | US                                                                                                |
| --------- | ------------------------------------------------------------------------------------------------- | ------------------------------------------------------------------------------------------------- | ------------------------------------------------------------------------------------------------- | ------------------------------------------------------------------------------------------------- | ------------------------------------------------------------------------------------------------- |
| 1978/79   | DE1 (13 Wo.)DE                                                                                    | AT3 (3 Mt.)AT                                                                                     | CH1 (9 Wo.)CH                                                                                     | UK1 (8 Wo.)UK                                                                                     | US85 (5 Wo.)US                                                                                    |
|           |                                                                                                   |                                                                                                   |                                                                                                   |                                                                                                   |                                                                                                   |
|           |                                                                                                   |                                                                                                   |                                                                                                   |                                                                                                   |                                                                                                   |
| 1988/89   | —                                                                                                 | —                                                                                                 | —                                                                                                 | UK52 (3 Wo.)UK                                                                                    | —                                                                                                 |
|           |                                                                                                   |                                                                                                   |                                                                                                   |                                                                                                   |                                                                                                   |
|           |                                                                                                   |                                                                                                   |                                                                                                   |                                                                                                   |                                                                                                   |
| 2007/08   | —                                                                                                 | —                                                                                                 | —                                                                                                 | UK47 (3 Wo.)UK                                                                                    | —                                                                                                 |
| 2008/09   | —                                                                                                 | —                                                                                                 | CH98 (1 Wo.)CH                                                                                    | —                                                                                                 | —                                                                                                 |
|           |                                                                                                   |                                                                                                   |                                                                                                   |                                                                                                   |                                                                                                   |
|           |                                                                                                   |                                                                                                   |                                                                                                   |                                                                                                   |                                                                                                   |
| 2014/15   | —                                                                                                 | —                                                                                                 | —                                                                                                 | UK79 (1 Wo.)UK                                                                                    | —                                                                                                 |
| 2015/16   | —                                                                                                 | —                                                                                                 | —                                                                                                 | UK74 (1 Wo.)UK                                                                                    | —                                                                                                 |
| 2016/17   | —                                                                                                 | —                                                                                                 | —                                                                                                 | UK50 (4 Wo.)UK                                                                                    | —                                                                                                 |
| 2017/18   | —                                                                                                 | —                                                                                                 | —                                                                                                 | UK29 (4 Wo.)UK                                                                                    | —                                                                                                 |
| 2018/19   | —                                                                                                 | —                                                                                                 | —                                                                                                 | UK26 (4 Wo.)UK                                                                                    | —                                                                                                 |
| 2019/20   | DE100 (1 Wo.)DE                                                                                   | —                                                                                                 | —                                                                                                 | UK47 (2 Wo.)UK                                                                                    | —                                                                                                 |
| 2020/21   | DE56 (2 Wo.)DE                                                                                    | —                                                                                                 | —                                                                                                 | UK80 (4 Wo.)UK                                                                                    | —                                                                                                 |
| 2021/22   | DE62 (2 Wo.)DE                                                                                    | AT57 (3 Wo.)AT                                                                                    | —                                                                                                 | UK60 (4 Wo.)UK                                                                                    | —                                                                                                 |
| 2022/23   | DE53 (4 Wo.)DE                                                                                    | AT47 (4 Wo.)AT                                                                                    | —                                                                                                 | UK52 (4 Wo.)UK                                                                                    | —                                                                                                 |
| 2023/24   | DE57 (4 Wo.)DE                                                                                    | AT44 (3 Wo.)AT                                                                                    | CH79 (1 Wo.)CH                                                                                    | UK51 (4 Wo.)UK                                                                                    | —                                                                                                 |
| 2024/25   | DE45 (3 Wo.)DE                                                                                    | AT42 (3 Wo.)AT                                                                                    | CH75 (1 Wo.)CH                                                                                    | UK51 (4 Wo.)UK                                                                                    | —                                                                                                 |
| Insgesamt | DE1 (29 Wo.)DE                                                                                    | AT3 (25 Wo.)AT                                                                                    | CH1 (12 Wo.)CH                                                                                    | UK1 (50 Wo.)UK                                                                                    | US85 (5 Wo.)US                                                                                    |

| ChartsJahrescharts (1979) | Platzierung |
| ------------------------- | ----------- |
| Deutschland (GfK)         | 50          |

### Version von Free the Spirit
| Periode   | Höchstplatzierung, GesamtwochenChartsChartplatzierungen (Periode, Platzierungen, Wochen) |
| Periode   | UK                                                                                       |
| --------- | ---------------------------------------------------------------------------------------- |
| 1995/96   | UK87 (2 Wo.)UK                                                                           |
| Insgesamt | UK87 (2 Wo.)UK                                                                           |